# غلبرت رايل
غلبرت رايل Gilbert Ryle (و.19 أغسطس 1900-6 اكتوبر 1976) كان فيلسوفاً بريطانياً وممثل لجيل من فلاسفة اللغة المعتادة البريطانيين المتأثرين بوجهة نظر فيتغنشتاين في اللغة، وعـُرف أساساً بنقده لفكرة المثنوية الكارتيزية، التي صاغ من أجلها التعبير «الشبح في الماكينة». بعض أفكاره في فلسفة العقل أشير إليها على أنها «سلوكية» (لا يجب الخلط بينها وبين السلوكية النفسية لعالمي النفس ب.ف. سكينر وجون ب. واطسون). وقد قال رايل بنفسه أن «المنحى العام لهذا الكتاب [مفهوم العقل، ص. 327] سوف، بلا شك وبدون أذى، يختلط مع 'السلوكية'.»
نال شهرته عن كتابه: مفهوم العقل (1949م)، وفيه قال إن الكثير من المعضلات الفلسفية والنظريات الغربية نشأت من الخلط في تفسير المصطلحات اللغوية. وطبق فكرته هذه على النظريات الخاصة بالعلاقة بين العقل والجسم.
وُلد رايل في برايتون بمقاطعة ساسكس الشرقية بإنجلترا. واشتغل بتدريس الفلسفة الميتافيزيقية بكلية واينفليت بجامعة أكسفورد من عام 1945 إلى 1968م، وتولى تحرير مجلة مايند الفلسفية في عام 1947م.

## كتاباته

### الكتب
- The Concept of Mind (1949)
- Dilemmas (1954), a collection of shorter pieces
- Plato's Progress (1966)
- On Thinking (1979)

## الهامش والمصادر
1. 1 2  Encyclopædia Britannica | Gilbert Ryle (بالإنجليزية), QID:Q5375741
2. 1 2  Brockhaus Enzyklopädie | Gilbert Ryle (بالألمانية), OL:19088695W, QID:Q237227
3. 1 2  Internet Philosophy Ontology project | Gilbert Ryle (بالإنجليزية), QID:Q6023365
4. 1 2  Dalibor Brozović; Tomislav Ladan (1999.), Hrvatska enciklopedija | Gilbert Ryle (بالكرواتية), Leksikografski zavod Miroslav Krleža, OL:120005M, QID:Q1789619 {{استشهاد}}: تحقق من التاريخ في: |publication-date= (help)
5. ↑  "معلومات عن غلبرت رايل على موقع libris.kb.se". libris.kb.se. مؤرشف من الأصل في 2016-03-29.
6. ↑  "معلومات عن غلبرت رايل على موقع pust.urbe.it". pust.urbe.it. مؤرشف من الأصل في 2019-12-11.
7. ↑  "معلومات عن غلبرت رايل على موقع id.ndl.go.jp". id.ndl.go.jp. مؤرشف من الأصل في 2019-06-05.

## وصلات خارجية
- غلبرت رايل على موقع الموسوعة البريطانية (الإنجليزية)
- Gilbert Ryle in The موسوعة ستانفورد للفلسفة
- Gilbert Ryle at PhilosophyPages.com
- About Ryle's Concept of Mind
- The Philosophy of Gilbert Ryle
- Ordinary Language نسخة محفوظة 5 فبراير 2012 على موقع واي باك مشين., the Philosophical Review LXII (1953)
- Symposium: Use, Usage and Meaning. Proceedings of the Aristotelian Society, Supplementary Volumes 35 (1961): 223-242. (with J. N. Findlay)
- The Electronic Journal of Analytic Philosophy - Issue dedicated to Ryle
- Profile at UXL Newsmakers